# نیاکهکشان

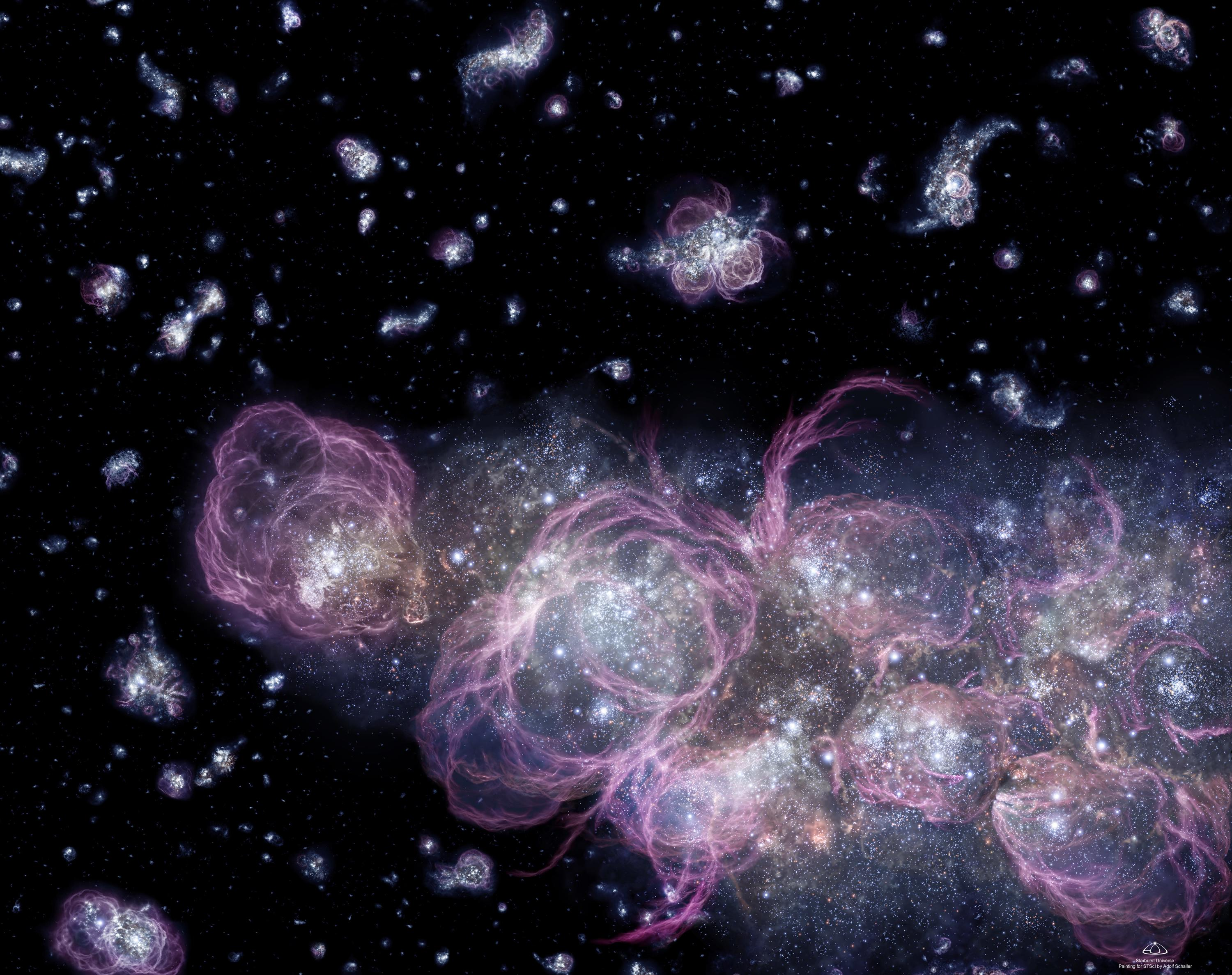
نمایی از برخورد پیش‌کهکشان‌ها در جهان جوان (یک‌میلیارد سال پس از انفجار بزرگ)‌. منبع تصویر از داده‌ها و یافته‌های ناسا.

در دانش کیهان‌شناسی به ابر یا گازی که در حال تبدیل به یک کهکشان است نیاکهکشان گفته می‌شود. باور اخترشناسان بر اینست که در این دوره از فرگشت (تکامل) کهکشانی، این آهنگ شکلگیری ستارگان است که تعیین می‌کند که آیا کهکشان مارپیچی یا بیضوی می‌شود. تشکیل آهسته‌تر ستاره‌ها معمولاً یک کهکشان مارپیچی می‌آفریند.